# Chroniques de la haine ordinaire
Les Chroniques de la haine ordinaire étaient une chronique quotidienne de Pierre Desproges diffusée sur France Inter en 1986. Échos, portraits, rumeurs à propos d’événements qui ont marqué l'année 1986 étaient disséqués en cinq minutes, juste avant les informations de 19 heures. Ces chroniques ont été diffusées du 3 février au 24 juin 1986.
Ces chroniques finissent par « Quant au mois de mars, je le dis sans aucune arrière-pensée politique, ça m'étonnerait qu'il passe l'hiver », qui évolue en « Quant au mois de mars, je le dis sans aucune arrière-pensée politique, j'en ai rien à foutre qu'il passe ou pas l'hiver », puis « Quant à ces féroces soldats, je le dis, c'est pas pour cafter, mais y font rien qu'à mugir dans nos campagnes » et variations.
L'indicatif musical du générique de l'émission reprend des extraits de la chanson Come di de Paolo Conte.  

## Quelques titres de chronique
- Bonne année mon cul (3 février 1986)
- Les restaurants du foie (4 février 1986)
- La drogue, c'est de la merde (7 février 1986)
- La rumeur (10 février 1986)
- Monégascons (11 février 1986)
- Dieu n'est pas bien (12 février 1986)
- Humilié (14 février 1986)
- Pub (17 février 1986)
- Lady PLM (18 février 1986)
- Criticon (19 février 1986)
- Les trois draps du prince d'Orient (20 février 1986)
- Joëlle (24 février 1986)
- Gros mots (26 février 1986)
- La démocratie (3 mars 1986)
- La Cour (4 mars 1986)
- Le règne animal (5 mars 1986)
- Au voleur (6 mars 1986)
- Bestiaire (7 mars 1986)
- L'humanité (10 mars 1986)
- La gloire (11 mars 1986)
- Les cèdres (12 mars 1986)
- Laura (13 mars 1986)
- Le fil rouge (14 mars 1986)
- Les canards (17 mars 1986)
- Catherine et le boucher (18 mars 1986)
- Pangolin (19 mars 1986)
- Misères (21 mars 1986)
- Les compassés (24 mars 1986)
- Résurrection (25 mars 1986)
- La baignoire aux oiseaux (26 mars 1986)
- Faux jeton (27 mars 1986)
- Psy (28 mars 1986)
- L'intelligibilité de l'Histoire (31 mars 1986)
- Cancer (1er avril 1986)
- Les gens n'ont pas d'humour (2 avril 1986)
- Petites notes (3 avril 1986)
- Les rigueurs de l'hiver (4 avril 1986)
- De cheval (7 avril 1986)
- La Saint-Coco (8 avril 1986)
- Non aux jeunes (9 avril 1986)
- L'Aquaphile (10 avril 1986)
- Libido (11 avril 1986)
- Perverse Mamie (14 avril 1986)
- La gomme (15 avril 1986)
- Incommunicabilité (16 avril 1986)
- Darius et Pompon (17 avril 1986)
- De la revue (21 avril 1986)
- Queue de poisson (22 avril 1986)
- Le coq et la poule (23 avril 1986)
- Les non-handicapés (24 avril 1986)
- Les sept erreurs (25 avril 1986)
- Encore de la revue (28 avril 1986)
- Toujours de la revue (29 avril 1986)
- Le printemps (30 avril 1986)
- Petit rigolo (2 mai 1986)
- Le pont (5 mai 1986)
- Maso (6 mai 1986)
- Mitchum (8 mai 1986)
- Cannes (9 mai 1986)
- Les trous fumants (12 mai 1986)
- Bâfrons (13 mai 1986)
- Tout miel (14 mai 1986)
- Ku Klux Klan (15 mai 1986)
- Sur la grève (16 mai 1986)
- Jours de fête (19 mai 1986)
- Le lion (20 mai 1986)
- Lettre ouverte aux cuistres (22 mai 1986)
- Re-Cannes (23 mai 1986)
- Ça déménage (26 mai 1986)
- La belle histoire du crapaud-boudin (28 mai 1986)
- Le duc (29 mai 1986)
- Présentations (30 mai 1986)
- Doris (2 juin 1986)
- Le bac (3 juin 1986)
- Figeac (5 juin 1986)
- Aurore (6 juin 1986)
- Sur le collier du chien (9 juin 1986)
- Plaidoyer pour un berger (10 juin 1986)
- Coquilles (11 juin 1986)
- Non compris (12 juin 1986)
- Coco-Bello (14 juin 1986)
- À mort le foot (16 juin 1986)
- Lettres ouvertes en vrac (17 juin 1986)
- Rupture (18 juin 1986)
- C'est l'été (19 juin 1986)
- Les hommes en blanc (20 juin 1986)
- Les aventures du mois de juin (23 juin 1986)
- Les aventures du mois de juin (suite) (24 juin 1986)
- La Marseillaise (27 juin 1986)

## Postérité
Ces chroniques ont été publiées aux Éditions du Seuil en deux volumes parus respectivement en 1987 et en 2004 (le second volume correspondant à des textes inédits).
Quant aux enregistrements de l'émission, qui sont conservés dans les archives de l'INA, ils ont fait l'objet en 1994 d'une première édition en deux CD de la marque Sony. La série complète (en quatre CD) a été publiée par Warner en 2002.
Plus récemment, 30 ans après la disparition de l'humoriste, certaines chroniques sont diffusées régulièrement sur France Inter depuis juillet 2018.

## Publications
- Pierre Desproges, Chroniques de la haine ordinaire, Paris, Seuil, coll. « Points / Virgule » (no 50), 1987, 188 p. (ISBN 2-02-009480-0).
- Pierre Desproges, Chroniques de la haine ordinaire, Paris, Seuil, 1991, 149 p. (ISBN 2-02-013051-3).
- Pierre Desproges, Chroniques de la haine ordinaire, Paris, Seuil, coll. « Points » (no 375), 1997, 188 p. (ISBN 2-02-032041-X).
- Pierre Desproges, Chroniques de la haine ordinaire, vol. 2 : Textes inédits, Paris, Seuil, 2004, 179 p. (ISBN 2-02-068905-7).
- Pierre Desproges, Chroniques de la haine ordinaire, vol. II, Paris, Points, coll. « Points / Humour » (no P1684), 2007, 201 p. (ISBN 978-2-7578-0364-6).
- Pierre Desproges, Chroniques de la haine ordinaire, vol. I et II (édition augmentée d'une préface de François Rollin, du manuscrit de la dernière chronique et d'une interview de Pierre Desproges), Paris, Points, 2007, 385 p. (ISBN 978-2-7578-0636-4).
- Pierre Desproges, Chroniques de la haine ordinaire (réunit les 2 vol. parus en 1987 et 2004), Paris, Points, coll. « Point Deux », 2011, 465 p. (ISBN 978-2-36394-002-5).
- Pierre Desproges, Chroniques de la haine ordinaire (réunit les 2 vol. parus en 1987 et 2004), Paris, Noyelles, 2011, 465 p. (ISBN 978-2-298-05013-4).
- Pierre Desproges, Chroniques de la haine ordinaire, Paris, Seuil, coll. « Points » (no P375 et P1684), 2017, 152 et 173 p., 2 vol. (ISBN 978-2-7578-6235-3 et 978-2-7578-6937-6).